# 奥田明日美
奥田 明日美 (おくだ あすみ、1991年3月28日 - ) は、日本のモデル・ラジオDJ・リポーター・イベントMC。

## 来歴・人物
奈良県橿原市出身。関西学院大学総合政策学部卒業。身長176.5cm。
「2016 ミス・ユニバース・ジャパン」 大阪大会でグランプリを獲得。その後、モデルとして様々なファッションショーに出演し、活躍の場を広げる。自身が出演したイベントのMCに憧れを抱き、喋り手としてのキャリアをスタート。川崎フロンターレの応援番組などに出演。
趣味はランニング・ヨガなど身体を動かす事。大阪マラソンを3年連続で完走している。

## 出演番組

### 現在の番組
ラジオ
- 奥田明日美のハッピーフロンターレ!!!/パーソナリティー（ラジオ日本、2022年2月7日 - ）
  - 囲碁将棋と明日美のハッピーフロンターレ!!!/パーソナリティー（ラジオ日本、2020年2月3日 - 2022年1月31日）
- SALUS all in one/不定期代理パーソナリティー（FMサルース、2024年 - ）

### 過去の番組
テレビ
- サンテレビ
  - ヴィンテージ倶楽部/ゲスト出演

ラジオ
- FM802
  - On-air with TACTY IN THE MORNING/ゲスト出演
- YES･FM
  - All美ʼsZ(オールビーズ)/パーソナリティー
- ラジオ日本
  - よしもと囲碁将棋バラエティー『イゴナマ!!』/レポーター（月末のみ）